# نارموبایل
نارموبایل (به انگلیسی: Nar Mobile) نام تجاری برای فعالیت‌های شرکت آذرفون (به انگلیسی: Azerfon) است. دفتر این شرکت اپراتور تلفن همراه در باکو، پایتخت جمهوری آذربایجان می‌باشد.

## تاریخچه شرکت
آذرفون از تاریخ ۲۱ مارس ۲۰۰۷ فعالیت خود را با نام تجاری نارموبایل آغاز کرد. امروزه آذرفون ۸۰ درصد از خاک جمهوری آذربایجان را پوشش می‌دهد.
در برخی از مناطق دوردست (برای مثال: منطقه قارخان و روستاهای قوبا) نار تنها ارائه‌دهنده خدمات تلفن همراه می‌باشد.
در حا حاضر بیش از ۱۷۰۰۰۰۰ مشترک نارموبایل هستند.
در سال ۲۰۰۹ قرارداد مشارکت غیر سهامی نارموبایل با وودافون ترکیه امضا شد.
در دسامبر ۲۰۰۹ شرکت آذرفون برای نخستین بار در جمهوری آذربایجان خدمات نسل سوم (3G) تلفن همراه را برای مشترکین فراهم کرد.

## بازاریابی
نار در زبان‌ ترکی آذربایجانی به معنی انار است که به‌طور معمول این میوه در تبلیغات مورد استفاده قرار می‌گیرد که ادعا شده نمادی از ارتباط بین فرهنگ این کشور و زندگی مدرن است.
در سال ۲۰۱۱ نار موبایل تبلیغات خود را توسط ال و نیکی برندگان یوروویژن انجام داد.